# Étienne Bottineau
Pour les articles homonymes, voir Bottineau (homonymie).

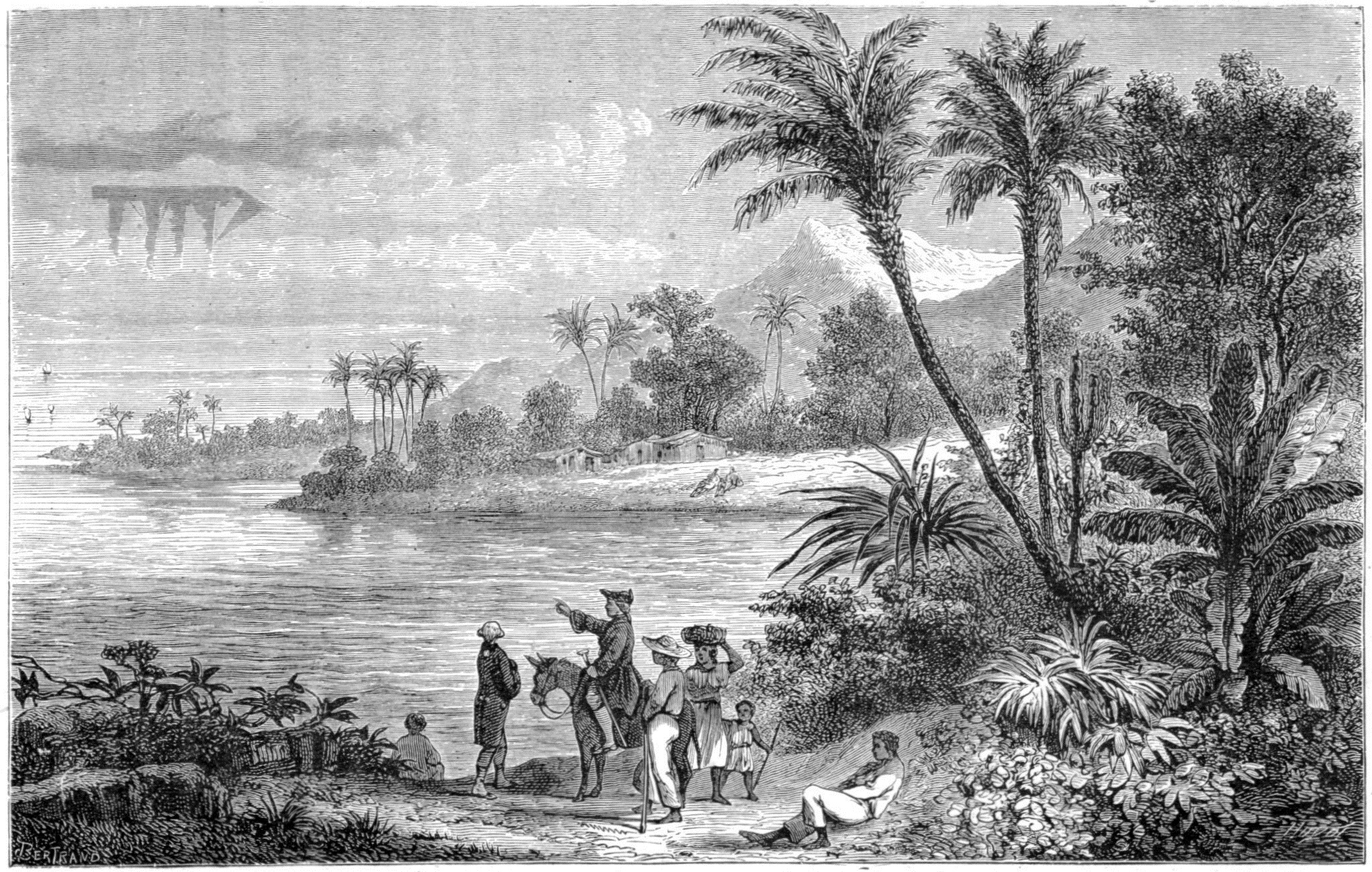
Mirage à l'île de France (vaisseau à 4 mâts), gravure de 1870

Etienne Bottineau (né le 4 mai 1738 à Champtoceaux - date de décès incertaine) est un marin puis employé de la Compagnie française des Indes orientales qui prétendait prédire l'arrivée des navires 2 à 4 jours avant qu'ils ne fussent visibles. Il avait baptisé Nauscopie cet art qu'il prétendait avoir découvert seul, par l'observation attentive de l'horizon et non par un don surnaturel. Ses prédictions furent confirmées par plusieurs tests réalisés par les autorités locales. Il entreprit un voyage à Paris pour faire connaître sa découverte et l'enseigner mais il récolta surtout des railleries. Surnommé le « sorcier de l'île Maurice », son étrange talent a longtemps intrigué, en particulier les marins britanniques.

## Biographie

### Jeunesse
Il naît le 4 mai 1738 à Champtoceaux (aujourd'hui dans le département de Maine-et-Loire), fils de Mathurin Bottineau et de Marguerite Le Fou. Attiré par la mer depuis son jeune âge mais sans protecteur, il s'engage à 15 ans comme pilote au service d'armateurs privés, puis sur les bateaux de la marine royale et enfin dans ceux de la Compagnie française des Indes orientales. Il dit commencer dès cette époque à observer les phénomènes atmosphériques. En 1764, la Compagnie des Indes orientales lui propose un poste à quai à Port Louis dans l'Île de France, nom à l'époque de l'île Maurice.

### Premières observations et début de la renommée

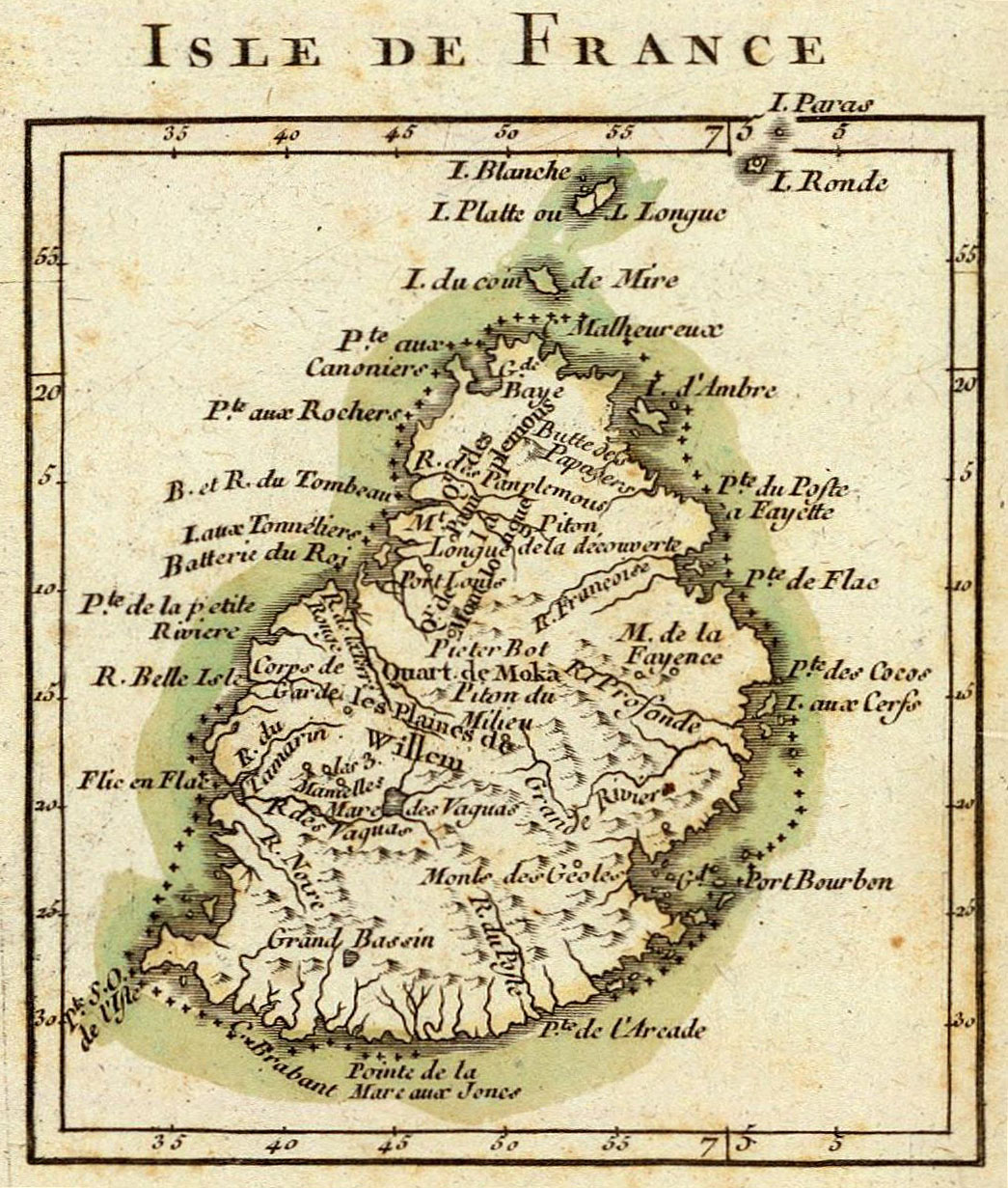
Carte de l'Isle de France en 1791

C'est alors qu'il commence à développer ses observations personnelles sur les phénomènes atmosphériques. Il pense distinguer des signes visibles lui faisant prédire plusieurs jours à l'avance l'arrivée des navires. À partir de 1770, il se sent suffisamment en confiance pour engager quelques paris sur les arrivées de navires, paris qu'il gagne souvent mais perd aussi. Il perfectionne alors sa technique pendant plusieurs années pour parvenir à une fiabilité étonnante et commence à être connu localement comme un phénomène. Cette publicité déplaît au gouverneur La Brillane qui l’envoie en exil à Madagascar. Il en est rappelé au début des années 1780 par le nouveau gouverneur, le vicomte François de Souillac. 
Bottineau écrit alors au secrétaire d'état de la marine, maréchal de Castries pour proposer ses services à la marine française. En ces temps où ni la radio, ni les radars ne permettent aucune information fiable sur l'avancée des navires, une telle prétention apparaît non seulement extraordinaire mais serait militairement très utile. Le ministre demande alors aux autorités locales de vérifier ses assertions. Un registre est donc dressé à partir du 15 mai 1782 et pendant huit mois où les prédictions de Bottineau doivent être confrontées aux arrivées des navires. Le résultat est impressionnant et le nombre d'erreurs n'est que de 2 sur la période.

### L'affaire de l'escadre britannique
C'est en août 1782, au cours de cette période de contrôle, que Bottineau impressionne définitivement les autorités locales. Il annonce d'abord avec succès l'arrivée d'une flotte de la marine française. Quelques jours plus tard, il prévoit l'approche d'une nouvelle flotte composée d'un grand nombre de navires. La nouvelle affole les autorités car ce ne peut être que la flotte de guerre britannique de 11 vaisseaux dont l'assaut est redouté depuis plusieurs mois, la France et la Grande-Bretagne sont en effet en pleine guerre d'indépendance des États-Unis. Après de nouvelles observations, Bottineau affirme que la flotte a changé de direction et qu'elle ne se dirige plus désormais vers les îles françaises. Malgré son avis rassurant, le gouverneur de Souillac décide l'envoie d'une corvette en reconnaissance. À son retour, le capitaine confirme en tous points les prédictions de Bottineau : présence de la flotte ennemie, position et direction.
Bernardin de Saint-Pierre semble l'avoir rencontré à cette époque comme il le rapporte dans ses Harmonies de la nature.
Dès le mois d'août 1782, le gouverneur de Souillac propose à Bottineau une somme de 10000 livres et une pension de 120 livres par an s'il leur révèle son secret. Mais Bottineau espère mieux et part alors à Paris en 1784 pour plaider sa cause auprès du gouvernement royal. Il part accompagné de nombreux certificats, attestant de la justesse de ses prédictions sur des centaines d'observations. Parmi ceux-ci, celui du colonel Trebond, officier responsable du détachement d'infanterie de l'île, qui signe une déclaration sous serment confirmant que « M. Bottineau lui a, à différentes périodes, annoncé l'arrivée de plus d'une centaine de navires, deux, trois, voire quatre jours avant les signaux de la côte. De plus [...] il a déclaré quand il n'y en avait qu'un, ou quand il y avait plusieurs navires ». M. Melis, le commissaire général de la marine à Port Louis, atteste également que Bottineau avait prédit l'arrivée de 109 navires et ne s'était trompé que deux fois. De Souillac lui-même signe un témoignage en date du 18 février 1784, résumant les résultats des mois passés à surveiller attentivement les prédictions de l'ingénieur et confirmant sa conviction de la justesse de ses observations.

### Le décevant voyage à Paris
Bottineau embarque en février 1784 sur le navire Le Fier. Durant le trajet, il peut constater que son don d'observation est tout aussi efficace sur le pont du navire que sur les quais de l'Île de France et applicable à la prédiction des terres aussi bien que des navires. Il débarque à Lorient le 13 juin 1784, et part pour Paris, pensant y obtenir la gloire et la richesse. Mais la déception est grande. Il ne parvient pas à rencontrer le maréchal de Castries. Il publie alors un mémoire qui parait en mars 1786. La publication ne rencontre pas de succès, elle suscite au contraire la raillerie de l’abbé Fontenay, éditeur du Journal général de France. 
La période révolutionnaire ne sera pas plus favorable à Bottineau, malgré un soutien assez inattendu en la personne de Marat.  Dans une lettre à son ami William Daly à Londres, il lui parle d’un projet de voyage de Bottineau en Grande-Bretagne. Il lui avoue son scepticisme concernant la nauscopie. Il sait les Français trop cartésiens pour accepter les thèses de Bottineau. Il espère que ce dernier aura davantage de succès auprès des scientifiques anglais. Aucun document en revanche n'atteste que ce voyage ait pu avoir lieu.
Ridiculisé et dépité, Bottineau est de retour à l’Isle de France en 1793. Le 3 mai 1793 il est le témoin du premier divorce prononcé sur l'île de France, conjointement avec Louis Feillafé, dont la notoriété de nauscope succédera à celle de Bottineau. À son retour, les Portlouisiens l'encouragent alors à reprendre ses “annonces nauscopiques”. Étienne de Jouy avait entendu Bottineau faire plusieurs prédictions réussies sur l'arrivée imminente de navires au Sri Lanka, il atteste que Bottineau vivait toujours en 1810 à Port-Louis, aigri de l'accueil qu'il avait reçu à Paris,. 
La date de son décès reste incertaine : The Scots Magazine annonce la mort de "Mr Botineau" (sic) en 1802 dans la misère à Pondicherry, mais il semble plus probable qu'il soit décédé à l'île Maurice le 17 mai 1813 comme le rapporte le Dictionnaire de biographie mauricienne.

## La Nauscopie

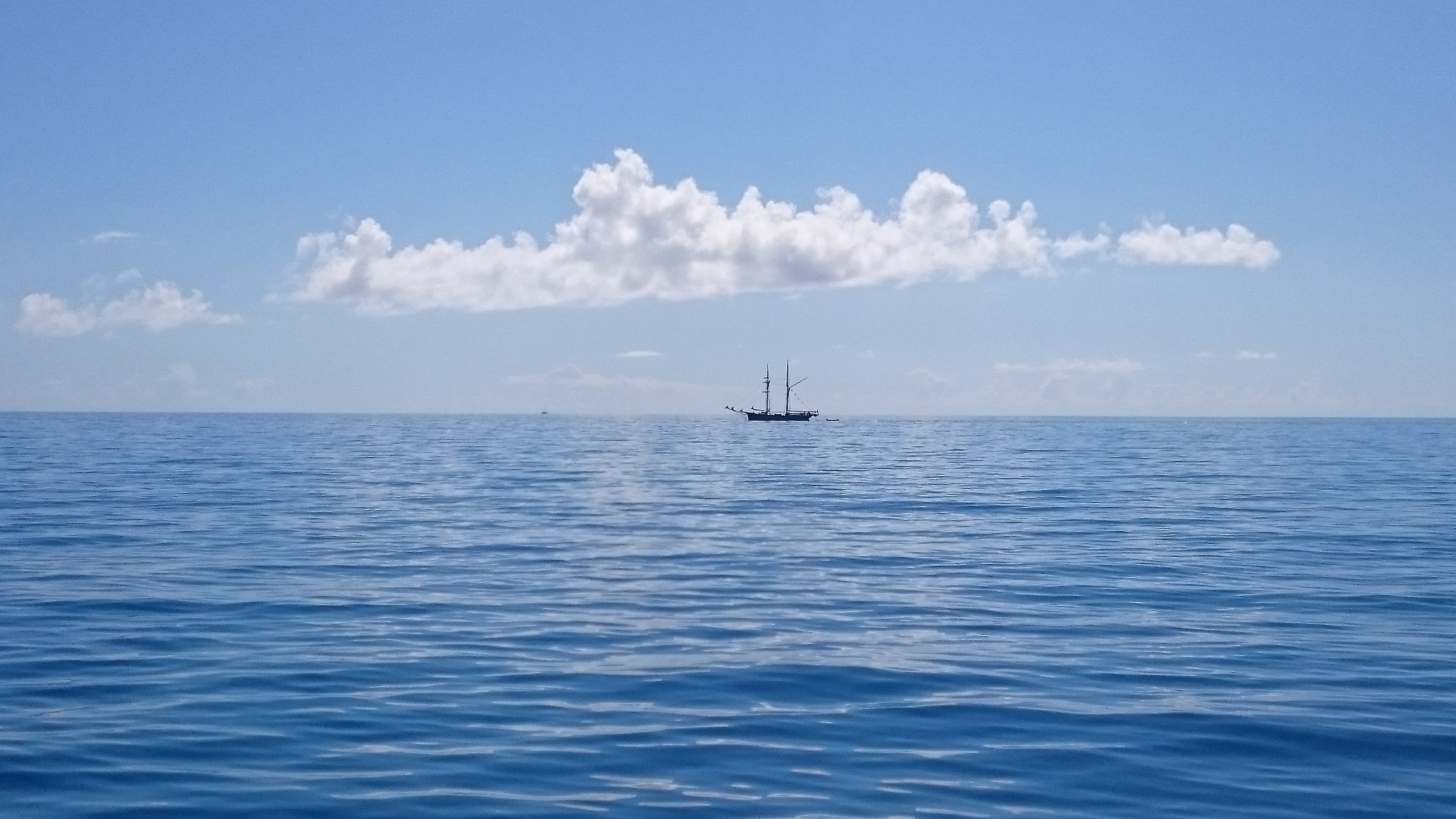
Voilier à l'horizon

Dans son mémoire, Bottineau décrit le phénomène comme un « météore » précédant le navire de plusieurs jours, d'autant mieux visible que l'air est clair et le vent en poupe. Bottineau prétend alors voir sans difficulté sur l'horizon une certaine « vapeur » caractéristique qui gagne en netteté avec la progression du navire et qu'il appelle son « satellite ». Il insiste sur le caractère physique et non surnaturel du signe visible, et de la capacité de le percevoir à l’œil nu (mais exercé) et sans instrument. Il dit avoir réalisé les observations aussi bien sur la terre ferme que sur un navire en marche. À force d'observations, Bottineau affirmait avoir réussi à estimer la distance ainsi que le nombre de navires en approche.
S'il ne donnait aucune explication physique du phénomène, Bottineau insistait sur sa répétabilité. Il cherchait surtout à prouver sa véracité en s'appuyant sur l'exactitude de ses prédictions. Il se disait capable de déterminer les positions des navires à une distance d'environ 200 milles marins (soit 350 km environ) voire plus loin encore. Malgré quelques tentatives d'explications laborieuses voire farfelues,, aucune explication du phénomène n'a jamais pu être donnée (si l'on admet la véracité des prédictions) et apparaît en contradiction avec les connaissances scientifiques actuelles.
La nauscopie sombra dans l'oubli en France dès le XIXe siècle mais souleva plus d'intérêt en Grande-Bretagne jusqu'au milieu du XXe siècle. En 1928, l'ancien officier britannique de la Royal Navy Rupert Gould écrivait encore « Il ne peut y avoir de doute sur le fait que Bottineau n’était pas un charlatan, qu’il avait fait une découverte qui reste digne d’intérêt même à l’ère de la télégraphie sans fil et qu’il a dû, à son époque, être un homme d’importance. ». Bottineau trouve d'ailleurs un dernier et prestigieux défenseur britannique en la personne de Lord Mountbatten qui en 1954, lui consacre une conférence radiodiffusée.